# Yağız Kaan Erdoğmuş
Yağız Kaan Erdoğmuş (Bursa, 3 de junho de 2011) é um prodígio e grande mestre de xadrez turco. 
Ele recebeu o título de Mestre Internacional antes de completar 12 anos, tornando-se o indivíduo mais jovem da Turquia a conquistar esse título. Em 2024, ele se tornou o quarto grande mestre mais jovem da história e, nesse mesmo ano, ele se tornou o jogador mais jovem a atingir uma classificação de 2600. No ano seguinte, tornou-se o segundo enxadrista mais jovem da história a entrar no top 100, ficando atrás apenas de Judit Polgár que alcançou o 55º lugar no ranking mundial aos 12 anos.

## Carreira
Em 2018, Erdoğmuş venceu o 6º Torneio Internacional de Xadrez Aberto de Cesme 2018 e o Campeonato Turco de Xadrez Juvenil de 2019 na categoria de 8 anos. Ele venceu o Campeonato Europeu de Xadrez Sub-8 em 2019, vencendo todas as partidas, garantindo o título antes da última rodada.
Ele conquistou o título de Mestre Internacional após o Svetozar Gligorić Memorial Chess Tournament na Sérvia, realizado entre os dias 17 e 23 de julho de 2022. Com um total de 6 pontos em nove rodadas, Yağız alcançou sua terceira norma de MI com um desempenho de 2490, tornando-se o enxadrista turco mais jovem a obter esse título.
Em abril de 2024, no Grenke Chess Open and Classic, ele ganhou o título de Grande Mestre de Xadrez aos 12 anos, tornando-se o quarto mais jovem  de todos os tempos a alcançar esse feito.
Embora Judit Polgár ainda detenha o recorde de melhor ranqueada antes dos 13 anos, Erdoğmuş quebrou o recorde de 35 anos dela de pessoa com maior classificação antes dos 13 anos, atingindo um rating de 2569 em maio de 2024.
Em outubro de 2024, ele se tornou o jogador mais jovem a atingir o rating de 2600, aos 13 anos, 3 meses e 28 dias, superando o recorde anterior em quase um ano.
Em julho de 2025, ele enfrentou Peter Svidler no Clash of Generations, uma série de seis partidas clássicas e doze de blitz. Ele venceu as clássicas por 4–2, incluindo três vitórias, mas perdeu no blitz por 2–10. Isso o ajudou a chegar ao Top 100 do ranking do ritmo clássico aos 14 anos, tornando-o o segundo jogador mais jovem da história a chegar ao Top 100, atrás de Judit Polgár, que chegou aos 12 anos.